# Klaus Franke (Fußballspieler)
Klaus Franke (* 23. Mai 1948 in Essen) ist ein ehemaliger deutscher Fußballspieler. Er bestritt von 1974 bis 1978 in der Abwehr vom VfL Bochum in der Fußball-Bundesliga 104 Spiele und schoss ein Tor. Davor spielte er bei ETB Schwarz-Weiß Essen.

## Laufbahn
Zur Runde 1969/70 wechselte der kaufmännische Angestellte Klaus Franke aus dem Amateurfußball von Steele 03 zu Schwarz-Weiß Essen in die Fußball-Regionalliga West. Sein erstes Spiel in der Regionalliga absolvierte Franke unter ETB-Trainer Horst Witzler am 16. Spieltag, den 14. Dezember 1969, bei der Heimpartie gegen Wattenscheid 09. Beim 2:2-Remis bildete er vor Torhüter Manfred Müller mit Karl-Heinz Ressemann das Verteidigerpaar. Insgesamt absolvierte er für die Elf vom Uhlenkrugstadion von 1969 bis 1974 in der Regionalliga 135 Spiele und erzielte dabei fünf Tore. Zur Runde 1974/75 wurde Franke von Trainer Heinz Höher für den Bundesligisten VfL Bochum verpflichtet. Mit den weiteren VfL-Neuzugängen Paul Holz, Gisbert Horsthemke, Hans-Joachim Pochstein und Josef Kaczor wurde versucht den Verlust von Torjäger Hans Walitza zu kompensieren.
Franke wurde auf Anhieb Stammspieler, er absolvierte 1974/75 alle 34 Rundenspiele für den VfL und belegte mit seinem Verein den 11. Rang. Zusammen mit Torhüter Werner Scholz und den Feldspielern Michael Eggert, Hartmut Fromm, Michael Lameck, Franz-Josef Tenhagen und Dieter Versen bildete er in seiner Debütsaison in der Bundesliga die VfL-Abwehr. Er gehörte auch der VfL-Elf an, die am Freitag, den 29. November 1974, vor 34.000 Zuschauern mit einem 3:0-Heimsieg den FC Bayern München schlagen konnte. Er entwickelte sich im Lauf der Runde zum letzten Mann und gab fortan bei der Höher-Mannschaft das Signal beim Vorsprinten der Verteidiger, wenn auf Abseits gespielt wurde. Auch aufgrund seiner Ballgewandtheit wird er bis zum heutigen (2005) Tage als bester VfL-Spieler auf dieser Position gehandelt.
Die gesamte Vorrunde 1975/76 hatte Franke mit einer Herzmuskelentzündung zu kämpfen und konnte erst wieder am 7. Februar 1976, dem 20. Spieltag, beim Auswärtsspiel gegen Fortuna Düsseldorf auf dem Rasen in das Geschehen eingreifen. Auch durch die Umstände des Umbaus der alten Spielstätte an der Castroper Straße zum neuen Ruhrstadion machten dem VfL zu schaffen. Die letzten sechs Heimspiele trug die Höher-Elf im Stadion am Schloss Strünkede in Herne aus und schaffte auch am letzten Spieltag mit einem 4:2-Sieg gegen den Karlsruher SC endgültig den Klassenerhalt. Franke hatte noch in 14 Spielen dazu mitgewirkt. Als am 18. September 1976 der VfL nach einer 4:0-Führung noch das Heimspiel mit 5:6 Toren gegen Bayern München verlor, trug auch die verletzungsbedingte Auswechslung von Klaus Franke in der 12. Minute dazu bei, dass die Defensive der Heimmannschaft auf Dauer dem Druck der Bayern-Stars nicht standhalten konnte.
Nach dem Klaus Franke bereits in der Saison 1978/79 durch Krankheits- und Verletzungsfolgen kein Punktspiel mehr für den VfL bestreiten konnte, beendete er 1980 seine aktive Laufbahn.